# Crise do Sputnik

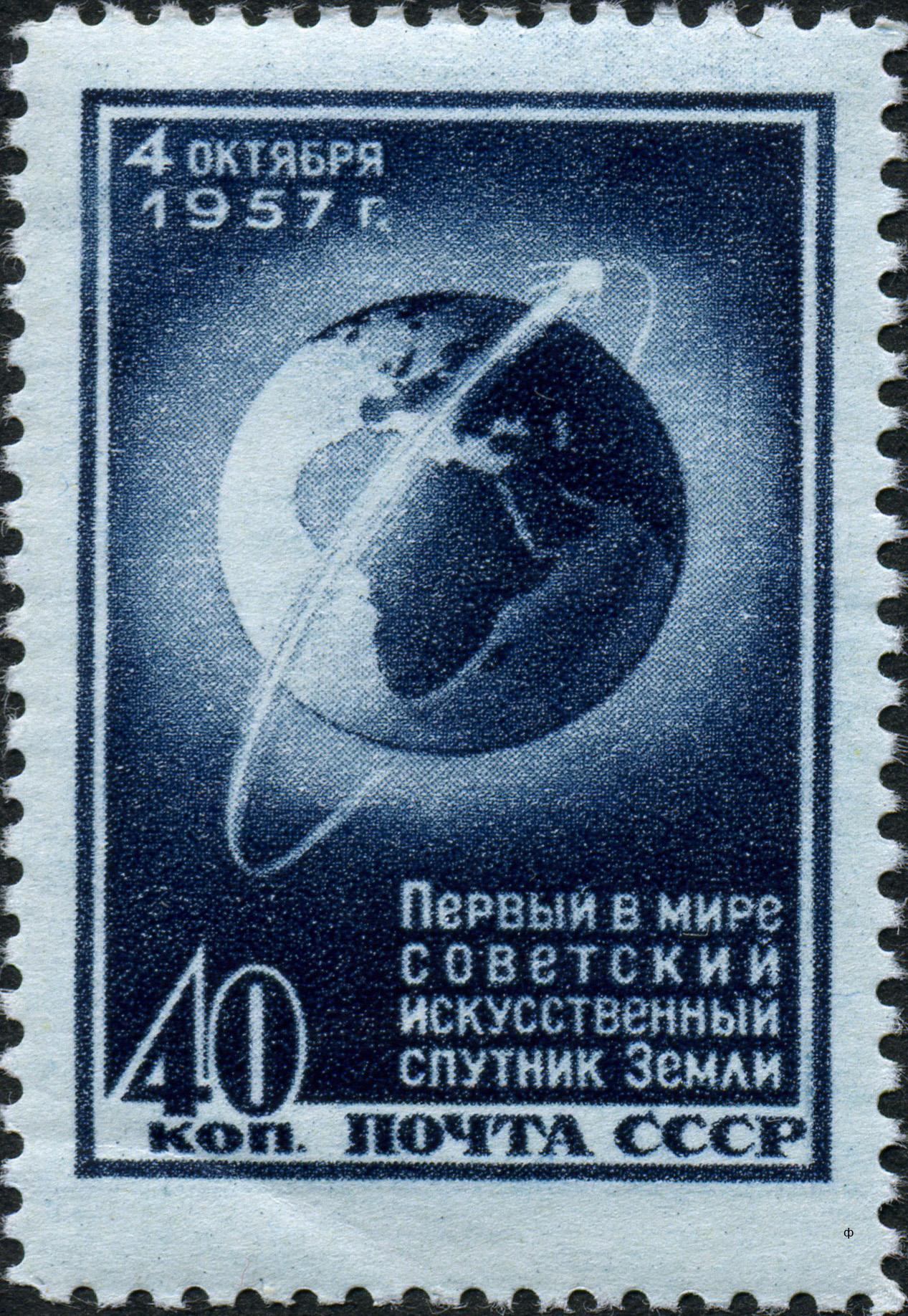
Um selo soviético em comemoração ao feito do Sputnik 1.

O termo Crise do Sputnik foi cunhado pelo presidente dos Estados Unidos Dwight D. Eisenhower, no final da década de 1950, para enfatizar a insatisfação com os resultados inicias dos primeiros passos estadunidenses na corrida espacial, que então, se mostrava totalmente favorável à União Soviética, e também o conjunto de medidas tomadas visando reverter essa situação.
A Crise do Sputnik foi um evento chave na Corrida espacial. Apesar de o Sputnik, por si só, não representar nenhum perigo iminente, a sua órbita contínua acentuava a ameaça velada que a União Soviética exercia sobre os Estados Unidos desde o início da Guerra fria, logo após a Segunda Guerra Mundial. O mesmo foguete que lançou o Sputnik, poderia facilmente, levar uma ogiva atômica a qualquer parte do Mundo em questão de minutos, transpondo com facilidade a proteção contra ataques que os oceanos desempenharam até então nas duas Guerras Mundiais. A União Soviética já tinha demonstrado essa capacidade em 21 de agosto de 1957, quando anunciou um teste bem sucedido do propulsor R-7 Semiorka, num voo de seis mil quilômetros de alcance. A agência TASS anunciou o evento cinco dias depois, e o evento foi bastante divulgado por muitos outros veículos de comunicação.  
Menos de um ano depois do lançamento do Sputnik, o congresso americano aprovou uma lei implementando um programa de científico quatro anos que injetou bilhões de dólares no sistema educacional estadunidense. De 1959 para 1960, graças a essa lei, o total do orçamento nessa área cresceu aproximadamente seis vezes.
Depois do choque inicial da opinião pública, a corrida espacial prosseguiu, levando ao primeiro homem no espaço e ao primeiro pouso na Lua, em 1969.

## As medidas adotadas
Essas foram as iniciativas tomadas pelo governo dos Estados Unidos em consequência da Crise do Sputnik:
- Num esforço conjunto do departamento de Astronomia e do Laboratório de Computação Digital da UIUC, a órbita do Sputnik foi calculada em apenas dois dias (um feito para a época).
- Foi dada ênfase ao Projeto Vanguard da Marinha para lançar um satélite Norte americano em órbita, além de revitalizar o Programa Explorer do Exército, que acabou lançando o primeiro satélite americano em 31 de janeiro de 1958.[4]
- Em fevereiro de 1958, setores políticos e de defesa, reconheceram a necessidade de uma organização de alto nível para executar projetos de Pesquisa e Desenvolvimento, e criou a Advanced Research Projects Agency (ARPA), que mais tarde se tornou a Defense Advanced Research Projects Agency (DARPA).
- Em 29 de julho de 1958, o presidente Eisenhower, assinou o National Aeronautics and Space Act, lei que criava a NASA.
- Programas educacionais específicos foram criados para forjar uma nova geração de Engenheiros.
- Através do National Defense Education Act, o Congresso aumentou muito o suporte à pesquisas científicas. A National Science Foundation (NSF), recebeu cerca de $100 milhões a mais que no ano anterior. Em 1968, o orçamento da NSF era de cerca de $500 milhões.
- O desenvolvimento do míssil Polaris foi priorizado.
- A Gerência de projetos, foi objeto de muita discussão e estudos, levando ao conceito moderno de gerenciamento de projeto e a definição de modelos padronizados, como o PERT usado pelo Departamento de Defesa no projeto Polaris.
- A decisão do Presidente John F. Kennedy, que se elegeu em 1960 em diminuir o "gap de mísseis",[5] disponibilizando 1 000 mísseis Minuteman, uma quantidade de ICBMs muito maior do que a União Soviética possuía naquela época.[6]